# Manga e romanzi di Gundam
Il franchise giapponese d'animazione Gundam include decine di manga e romanzi. Queste opere sono spesso derivate dagli anime come trasposizioni cartacee, o side story che esplorano situazioni, periodi e personaggi non trattati dalla serie principale; in altri casi si tratta invece di progetti indipendenti che hanno a loro volta generato adattamenti anime. Yoshiyuki Tomino, il creatore della serie stesso, ha pubblicato sotto forma di romanzo diverse storie del franchise, le quali si rivolgono a un pubblico più adulto, approfondiscono diversi aspetti dell'universo in cui è ambientata la storia, così come la psicologia dei personaggi, e differiscono anche sostanzialmente da quanto esposto nelle serie anime.
I giudizi critici circa questi prodotti sono molto variabili, e vanno da opere criticate per la loro povertà di scrittura e di stile fino a progetti come Gundam Origini, unanimemente considerato un capolavoro e una delle opere più riuscite del franchise.
Di seguito è riportata una lista non esaustiva dei manga e dei romanzi di Gundam, divisi per linee temporali.

## Universal Century
- Mobile Suit Gundam (機動戦士ガンダム?, Kidō senshi Gandamu), 1979–1980, 2 volumi, manga scritto da Yoshiyuki Tomino e illustrato da Yū Okazaki. Adattamento dell'anime omonimo.

- Mobile Suit Gundam: Awakening, Escalation, Confrontation (機動戦士ガンダム?, Kidō senshi Gandamu), 1979–1981, 3 volumi, romanzo scritto da Yoshiyuki Tomino. Versione alternativa dell'anime Mobile Suit Gundam da cui si discosta tramite marcate discrepanze.

- Gundam Record of MS Wars (機動戦士ガンダム MS戦記?, Kidō senshi Gandamu MS senki), 1984-1985, 1 volume, manga scritto da Masaya Takahashi e illustrato da Kazuhisa Kondo.

- Mobile Suit Z Gundam (機動戦士Zガンダム?, Kidō senshi Z Gandamu), 1985–1986, 3 volumi, manga scritto da Yoshiyuki Tomino e illustrato da Kazuhisa Kondo. Adattamento dell'anime omonimo.

- Gundam ZZ (機動戦士ガンダムΖΖ?, Kidō senshi Gandamu ZZ), 1986-1987, 3 volumi, manga scritto da Yoshiyuki Tomino e illustrato da Toshiya Murakami. Adattamento dell'anime omonimo.

- Gundam Record of MS Wars II (機動戦士ガンダム 新MS戦記?, Kidō senshi Gandamu shin MS senki), 1988-1994, 1 volume, manga scritto e illustrato da Kazuhisa Kondo.

- Z Gundam Side Story (サイド・ストーリー・オブ・ガンダムＺ?, Saido Sutōrī obu Gandamu Z), 1987, 1 volume, manga scritto e illustrato da Kazuhisa Kondo. Versione alternativa dell'anime Mobile Suit Z Gundam.

- Gundam Sentinel (ガンダム・センチネル?, Gandamu Senchineru), 1987–1988, 1 volume, light novel scritta da Masaya Takahashi e illustrata da Hajime Katoki. Ambientata a cavallo tra Mobile Suit Z Gundam e Gundam ZZ.

- Gaia Gear (ガイア・ギア?, Gaia Gia), 1987–1991, 5 volumi, romanzo scritto da Yoshiyuki Tomino e illustrato da Ito Mamoru.

- Gundam The Revival of Zeon (機動戦士ガンダム・ジオンの再興?, Kidō senshi Gandamu: Zeon no saiko), 1988, 1 volume, manga scritto e illustrato da Kazuhisa Kondo.

- Gundam 0080: La guerra in tasca (機動戦士ガンダム0080 ポケットの中の戦争?, Kidō senshi Gandamu 0080: Pocket no naka no sensō), 1989, 1 volume, manga scritto e illustrato da Shigeto Ikehara. Adattamento dell'anime omonimo.

- Gundam MS Generation (機動戦士ガンダムMSジェネレーション?, Kidō senshi Gandamu MS Jenereishon), 1989-1990, 2 volumi, manga scritto e illustrato da Rei Nakahara.

- Mobile Suit Gundam: Hathaway's flash (機動戦士ガンダム 閃光のハサウェイ?, Kidō senshi Gandamu: senkō no Hasawei), 1989-1990, 3 volumi, light novel scritta da Yoshiyuki Tomino e illustrata da Yasuhiro Moriki. Incentrata sulle vicende di Hathaway Noa, il figlio di Bright Noa, dodici anni dopo gli eventi del film Il contrattacco di Char.

- Double-fake: under the Gundam (ダブルフェイク アンダー･ザ･ガンダム?), 1990, 1 volume, manga scritto da Tetsuya Asagiri e disegnato da Yuji Ushida. Prequel del film Mobile Suit Gundam: Il contrattacco di Char.

- Gundam Mobile Suit F90 (機動戦士ガンダムF90?), 1990-1991, 1 volume, manga scritto da Hiroshi Yamaguchi e illustrato da Rei Nakahara. Prequel del film Mobile Suit Gundam F91.

- Gundam F91 (機動戦士ガンダムF91?, Kidō senshi Gandamu F91), 1991, 1 volume, manga scritto e illustrato da Daisuke Inoue. Adattamento del film omonimo.

- Gundam Mobile Suit Silhouette Formula 91 (機動戦士ガンダムシルエットフォーミュラ91 IN UC0123?), 1992-1995, 1 volume, manga scritto e illustrato da Hiroshi Yasuda. Prequel del film Mobile Suit Gundam F91.

- Mobile Suit Crossbone Gundam (機動戦士クロスボーン・ガンダム?, Kidō senshi Kurosubōn Gandamu), 1994–1997, 6 volumi, manga illustrato da Yuichi Hasegawa. Sequel del film Mobile Suit Gundam F91.

- Gundam 0079 (機動戦士ガンダム 0079?, Kidō senshi Gandamu 0079), 1994-2005, 12 volumi, manga scritto e illustrato da Kazuhisa Kondo. Adattamento dell'anime Mobile Suit Gundam.

- Gundam The Blue Destiny (機動戦士ガンダム外伝 THE BLUE DESTINY?, Kidō senshi Gandamu gaiden: The Blue Destiny), 1997, 1 volume, manga scritto e illustrato da Mizuho Takayama. Adattamento della trilogia di videogiochi Mobile Suit Gundam Side Story.

- Gundam: Char's Counterattack (機動戦士ガンダム 逆襲のシャア?, Kidō senshi Gandamu: Gyakushū no Shā), 1998-1999, 1 volume, manga scritto da Yoshiyuki Tomino e illustrato da Kōichi Tokita. Adattamento del film Mobile Suit Gundam: Il contrattacco di Char.

- Kidō senshi Gundam: Dai 08 MS shotai (機動戦士ガンダム 第08MS小隊?, Kidō senshi Gandamu: Dai zerohachi Emu Esu shōtai), 1999, 1 volume, romanzo scritto da Ichirō Ōkouchi. Adattamento dell'anime omonimo.

- Gundam C.D.A. (機動戦士ガンダム Char's Deleted Affair [C.D.A.]: 若き彗星の肖像?, Kidō senshi Gandamu Char's Deleted Affair: Wakaki suisei no shōzō), 2001-2009, 14 volumi, manga scritto e disegnato da Hiroyuki Kitazume. Segue le vicende di Char Aznable tra gli eventi di Mobile Suit Gundam e Mobile Suit Z Gundam.

- Mobile Suit Gundam Unicorn (機動戦士ガンダムUC?, Kidō senshi Gandamu Yunikōn), 2001-2009, 10 volumi, light novel scritta da Harutoshi Fukui e illustrata da Yoshikazu Yasuhiko e Hajime Katoki.

- Mobile Suit Gundam-san (機動戦士ガンダムさん?, Kidō senshi Gandamu-san), 2001-in corso, 14 volumi, manga yonkoma scritto e illustrato da Hideki Ōwada. Parodia dell'anime Mobile Suit Gundam.

- Gundam Lost War Chronicles (機動戦士ガンダム戦記: Lost War Chronicles?, Kidō senshi Gandamu senki: Lost War Chronicles), 2002-2003, 2 volumi, manga scritto da Tomohiro Chiba e disegnato da Masato Natsumoto. Adattamento del videogioco Mobile Suit Gundam: Lost War Chronicles.

- Mobile Suit Crossbone Gundam: Skull Heart (機動戦士クロスボーン・ガンダム スカルハート?, Kidō senshi Kurosubōn Gandamu: Sukaru Hāto), 2002-2004, 1 volume, manga illustrato da Yuichi Hasegawa. Sequel del manga Mobile Suit Crossbone Gundam.

- Advance of Zeta: The Flag of Titans (アドバンス・オブ・Z - ティターンズの旗のもとに?, Adobansu obu Z - Titānzu no hata no moto ni), 2002-2008, 4 volumi, manga scritto da Bin Konno e illustrato da Tatsu Mizuki. Prequel dell'anime Mobile Suit Z Gundam.

- Gundam Origini (機動戦士ガンダム THE ORIGIN?, Kidō senshi Gandamu The Origin), 2002-2011, 23 volumi, manga scritto e illustrato da Yoshikazu Yasuhiko. Segue la stessa trama dell'anime Mobile Suit Gundam, ma ne modifica diversi dettagli, approfondendo anche gli antefatti della guerra di un anno.

- Gundam École du Ciel (機動戦士ガンダム エコール·デュ·シエル?, Kidō senshi Gandamu Ekōru dyu Shieru), 2002-in corso, 12 volumi, manga scritto e illustrato da Haruhiko Mikimoto.

- Gundam 0083: Stardust Memory (機動戦士ガンダム0083 スターダストメモリー?, Kidō senshi Gandamu 0083: Sutādasuto Memorī), 2003, 1 volume, manga scritto e illustrato da Mitsuru Kadoya. Adattamento dell'anime Mobile Suit Gundam 0083: Stardust Memory.

- Gundam Legacy (ガンダム レガシー?, Kidō senshi Gandamu Legacy), 2004-2009, 3 volumi, manga scritto da Tomohiro Chiba e Kōjirō Nakamura e illustrato da Masato Natsumoto.

- Mobile Suit Z Gundam 1/2 (機動戦士ゼータガンダム１／２ U.C.0087?), 2006, 1 volume, manga scritto e illustrato da Yuichi Hasegawa.

- Mobile Suit Crossbone Gundam: Kōtetsu no 7 nin (機動戦士クロスボーンガンダム 鋼鉄の7人?, Kidō senshi Kurosubōn Gandamu: Kōtetsu no 7 nin), 2006-2007, 3 volumi, manga illustrato da Yuichi Hasegawa. Sequel del manga Mobile Suit Crossbone Gundam: Skull Heart.

- Kidō senshi Gundam dai 08 MS shōtai U.C.0079+α (機動戦士ガンダム 第08MS小隊 U.C.0079+α?), 2007-2009, 4 volumi, manga scritto e illustrato da Umanosuke Iida.

- Mobile Suit Gundam Unicorn - Bande Dessinee (機動戦士ガンダムUCバンデシネ?, Kidō senshi Gandamu Yunikōn Bandeshine), 2010-in corso, 15 volumi, manga scritto da Harutoshi Fukui e illustrato da Kōzō Ōmori. Adattamento della serie omonima di light novel.

- Mobile Suit Gundam: Char's Counterattack - Beyond the Time (機動戦士ガンダム 逆襲のシャア BEYOND THE TIME?, Kidō senshi Gandamu: Gyakushū no Shā Beyond the Time), 2010-2011, 2 volumi, manga scritto e illustrato da Chimaki Kuori. Adattamento del film Mobile Suit Gundam: Il contrattacco di Char dal punto di vista di Nanai Miguel.

- Mobile Suit Zeta Gundam Define (機動戦士Ζガンダム Define?, Kidō senshi Zēta Gandamu Define), 2011-in corso, 13 volumi, manga illustrato da Hiroyuki Kitazume. Sequel di Gundam Origini che ripercorre gli eventi dell'anime Mobile Suit Z Gundam con alcune modifiche.

- Mobile Suit Crossbone Gundam: Ghost (機動戦士クロスボーン・ガンダム ゴースト?, Kidō senshi Kurosubōn Gandamu: Gōsuto), 2012-2016, 12 volumi, manga illustrato da Yuichi Hasegawa. Sequel del manga Mobile Suit Crossbone Gundam: Kōtetsu no 7 nin.

- Mobile Suit Crossbone Gundam: Dust (機動戦士クロスボーン・ガンダム DUST?, Kidō senshi Kurosubōn Gandamu: Dasuto), 2016-in corso, 4 volumi, manga illustrato da Yuichi Hasegawa. Sequel del manga Mobile Suit Crossbone Gundam: Ghost.

- Mobile Suit Gundam: Twilight AXIS (機動戦士ガンダム Twilight AXIS?, Kidō senshi Gandamu Towairaito Akushizu), 2016-in corso, 3 volumi, light novel scritta da Kōjirō Nakamura e illustrata da ARK Performance. Ambientata tra gli anime Mobile Suit Gundam Unicorn e Mobile Suit Gundam F91.

## Future Century
- G-Gundam (機動武闘伝Gガンダム?, Kidō butoden Jī Gandamu), 1994-1995, 3 volumi, manga scritto e illustrato da Kōichi Tokita. Adattamento dell'anime Kidō butoden G Gundam.

- Chōkyū! Kidō butōden G Gandamu (超級! 機動武闘伝Gガンダム?, Chokyu! Kidō butoden Jī Gandamu), 2010-2011, 7 volumi, manga scritto da Yasuhiro Imagawa e illustrato da Kazuhiko Shimamoto. Segue la stessa trama dell'anime Kidō butoden G Gundam, ma ne modifica diversi dettagli.

- Chōkyū! Kidō butōden G Gandamu: Shinjuku tōhō fuhai! (超級! 機動武闘伝Gガンダム 新宿・東方不敗!?), 2011-2013, 8 volumi, manga scritto da Yasuhiro Imagawa e illustrato da Kazuhiko Shimamoto. Sequel di Chōkyū! Kidō butōden G Gandamu.

- Chōkyū! Kidō butōden G Gandamu: Bakunetsu Neo Hong Kong! (超級！機動武闘伝Gガンダム 爆熱・ネオホンコン！?), 2013-2015, 7 volumi, manga scritto da Yasuhiro Imagawa e illustrato da Kazuhiko Shimamoto. Sequel di Chōkyū! Kidō butōden G Gandamu: Shinjuku tōhō fuhai!.

## After Colony
- Gundam Wing (新機動戦記ガンダムＷ?, Shin kidō senki Gandamu Uingu), 1995-1996, 3 volumi, manga scritto e illustrato da Kōichi Tokita. Adattamento dell'anime omonimo.

- Shin kidō senki Gundam Wing gaiden: Migite ni kama wo hidarite ni kun wo (新機動戦記ガンダムW外伝―右手に鎌を左手に君を?), 1996, 1 volume, romanzo scritto da Yuka Minagawa.

- Gundam Wing: Battaglia per la pace (新機動戦記ガンダムW BATTLEFIELD OF PACIFISTS?, Shin kidō senki Gandamu Uingu: Battlefield of Pacifists), 1997, 1 volume, manga scritto da Katsuhiko Chiba e illustrato da Kōichi Tokita.

- Gundam Wing: Episode Zero (新機動戦記ガンダムW EPISODE ZERO?, Shin kidō senki Gandamu W Episode Zero), 1997, 1 volume, manga scritto da Katsuyuki Sumisawa e illustrato da Akira Kanbe. Prequel dell'anime Gundam Wing.

- Gundam Wing: G-Unit (新機動戦記ガンダムＷ DUAL STORY G-UNIT?), 1997-1998, 3 volumi, manga scritto e illustrato da Kōichi Tokita.

- Gundam Wing: Valzer infinito (新機動戦記ガンダムW: ENDLESS WALTZ?), 1998, 1 volume, manga scritto e illustrato da Kōichi Tokita. Adattamento dell'anime Gundam Wing: Endless Waltz.

- Gundam Wing: Blind Target (新機動戦記ガンダムW Blind Target?, Shin kidō senki Gandamu W Blind Target), 1998-1999, 1 volume, manga scritto da Akemi Omode e illustrato da Sakura Asagi. Ambientato nell'arco temporale tra gli anime Gundam Wing e Gundam Wing: Endless Waltz.

- New Mobile Report Gundam Wing: Frozen Teardrop (新機動戦記ガンダムW Frozen Teardrop?, Shin kidō senki Gandamu Wingu Furozen Tiadoroppu), 2010-2015, 13 volumi, light novel scritta da Katsuyuki Sumisawa. Ambientata decenni dopo Gundam Wing: Endless Waltz.

- Shin kidō senki Gandamu W Endless Waltz: Haisha-tachi no eikō (新機動戦記ガンダムW ENDLESS WALTZ: 敗者たちの栄光?), 2010-in corso, 14 volumi, manga scritto da Katsuyuki Sumisawa e illustrato da Tomofumi Ogasawara. Segue la stessa trama dell'anime Gundam Wing, ma ne modifica diversi dettagli includendo informazioni dal manga Gundam Wing: Episode Zero e dalla serie di light novel Gundam Wing: Frozen Teardrop.

## After War
- Kidō shin seiki Gundam X (機動新世紀ガンダムＸ?), 1996-1997, 3 volumi, manga scritto e illustrato da Kōichi Tokita. Adattamento dell'anime omonimo.

- Kidō shin seiki Gundam X: Under The Moonlight (機動新世紀ガンダムX UNDER THE MOONLIGHT?), 2004-2006, 4 volumi, manga scritto da Chitose Ōjima e illustrato da Yutaka Akatsu. Sequel dell'anime Kidō shin seiki Gundam X.

## CC Seireki
- Turn A Gundam (∀ガンダム?, Tān Ēi Gandamu), 1999-2002, 5 volumi, manga scritto da Yoshiyuki Tomino e illustrato da Atsushi Soga. Adattamento dell'anime omonimo.

- Turn A Gundam: Tsuki no kaze (∀ガンダム?, Tān Ēi Gandamu: Tsuki no kaze), 2004-2005, 1 volume, manga scritto e illustrato da Akira Yasuda.

## Cosmic Era
- Mobile Suit Gundam SEED (機動戦士ガンダムSEED?), 2002-2004, 5 volumi, manga scritto e illustrato da Masatsugu Iwase. Adattamento dell'anime omonimo.

- Mobile Suit Gundam SEED Astray (機動戦士ガンダムSEED ASTRAY?, Kidō senshi Gandamu Seed Astray), 2002-2003, 3 volumi, manga scritto da Tomohiro Chiba e illustrato da Kōichi Tokita.

- Mobile Suit Gundam SEED Astray R (機動戦士ガンダムSEED ASTRAY R?, Kidō senshi Gandamu Seed Astray R), 2002-2004, 4 volumi, manga scritto da Tomohiro Chiba e illustrato da Toda Yasunari.

- Mobile Suit Gundam SEED X Astray (機動戦士ガンダムSEED X ASTRAY?), 2003-2004, 2 volumi, manga scritto da Tomohiro Chiba e illustrato da Kōichi Tokita. Sequel del manga Mobile Suit Gundam SEED Astray.

- Mobile Suit Gundam SEED (機動戦士ガンダムSEED?), 2003-2004, 5 volumi, romanzo scritto da Riu Goto e illustrato da Ogasawara Tomofumi. Adattamento dell'anime omonimo.

- Mobile Suit Gundam SEED Astray (機動戦士ガンダムSEED ASTRAY?, Kidō senshi Gandamu Seed Astray), 2003-2004, 2 volumi, romanzo scritto da Tomohiro Chiba.

- Mobile Suit Gundam SEED Destiny Astray (機動戦士ガンダムSEED DESTINY ASTRAY?), 2004-2006, 4 volumi, manga scritto da Tomohiro Chiba e illustrato da Kōichi Tokita.

- Mobile Suit Gundam SEED Destiny (機動戦士ガンダム SEED Destiny?, Kidō senshi Gandamu Shīdo Desutinī), 2005, 4 volumi, manga scritto e illustrato da Masatsugu Iwase. Adattamento dell'anime omonimo.

- Mobile Suit Gundam SEED Destiny: The Edge (機動戦士ガンダムSEED DESTINY THE EDGE?, Kidō senshi Gandamu Shīdo Desutinī The Edge), 2005-2007, 7 volumi, manga scritto e illustrato da Chimaki Kuori.

- Mobile Suit Gundam SEED C.E. 73 Δ Astray (機動戦士ガンダムSEED C.E.73 Δ ASTRAY?), 2006-2007, 2 volumi, manga scritto da Tomohiro Chiba e illustrato da Kōichi Tokita.

## Anno Domini
- Mobile Suit Gundam 00 (機動戦士ガンダム00?, Kidō senshi Gandamu Daburu-ō), 2007-2008, 3 volumi, manga scritto e illustrato da Kōzō Ōmori. Adattamento della prima stagione dell'anime omonimo.

- Mobile Suit Gundam 00P (機動戦士ガンダム00P?, Kidō senshi Gandamu 00P), 2007-2009, 4 volumi, light novel scritta da Tomohiro Chiba. Prequel dell'anime Mobile Suit Gundam 00.

- Mobile Suit Gundam 00V (機動戦士ガンダム00V?, Kidō senshi Gandamu 00V), 2007-2009, 1 volume, light novel scritta da Tomohiro Chiba. Raccoglie diverse schede di mobile suit apparsi nella serie omonima presentate in forma di racconto o di rapporto tecnico.

- Mobile Suit Gundam 00 (機動戦士ガンダム00?, Kidō senshi Gandamu Daburu-ō), 2008, 3 volumi, romanzo scritto da Noboru Kimura. Adattamento della prima stagione dell'anime omonimo.

- Mobile Suit Gundam 00 2nd Season (機動戦士ガンダム00 2nd.season?, Kidō senshi Gandamu Daburu-ō 2nd Season), 2008-2009, 4 volumi, manga scritto e illustrato da Kōzō Ōmori. Adattamento della seconda stagione dell'anime omonimo.

- Mobile Suit Gundam 00F (機動戦士ガンダム00F?, Kidō senshi Gandamu 00F), 2007-2009, 4 volumi, manga scritto da Tomohiro Chiba e illustrato da Kōichi Tokita.

- Mobile Suit Gundam 00I (機動戦士ガンダム00I?, Kidō senshi Gandamu 00I), 2009-2010, 3 volumi, manga scritto da Tomohiro Chiba e illustrato da Kōichi Tokita. Sequel del manga Mobile Suit Gundam 00F.

- Mobile Suit Gundam 00 Second Season (機動戦士ガンダム00 セカンドシーズン?, Kidō senshi Gandamu Daburu-ō Sekando Shīzun), 2009-2010, 5 volumi, romanzo scritto da Noboru Kimura. Adattamento della seconda stagione dell'anime omonimo.

- Mobile Suit Gundam 00N (機動戦士ガンダム00N?, Kidō senshi Gandamu 00N), 2010-2011, 1 volume, light novel scritta da Tomohiro Chiba. Raccoglie diverse storie gaiden della seconda stagione dell'anime Mobile Suit Gundam 00.

## Advanced Generation
- Mobile Suit Gundam AGE: First Evolution (機動戦士ガンダムAGE First Evolution?), 2011-2012, 3 volumi, manga scritto e illustrato da Hiyon Katsuragi.

- Mobile Suit Gundam AGE: Treasure Star (機動戦士ガンダムAGE トレジャースター?, Kidō senshi Gandamu AGE Torejā Sutā), 2011-2012, 2 volumi, manga scritto e illustrato da Masanori Yoshida.

- Mobile Suit Gundam AGE: Memories of Sid (機動戦士ガンダムAGE ～追憶のシド～?, Kidō senshi Gandamu AGE Tsuioku no Shido), 2012, 3 volumi, manga scritto e illustrato da Hiroshi Nakanishi.

- Mobile Suit Gundam AGE: Second Evolution (機動戦士ガンダムAGE -Second Evolution-?), 2012, 2 volumi, manga scritto e illustrato da Bau.

- Mobile Suit Gundam AGE: Final Evolution (機動戦士ガンダムAGE Final Evolution?), 2012-2013, 1 volume, scritto e illustrato da Bau.

## Post Disaster
- Mobile Suit Gundam: Iron-Blooded Orphans (機動戦士ガンダム 鉄血のオルフェンズ?, Kidō senshi Gandamu Tekketsu no Orufenzu), 2015-in corso, 4 volumi, manga scritto e illustrato da Kazuma Isobe.

- Mobile Suit Gundam: Iron-Blooded Orphans Gekkō (機動戦士ガンダム 鉄血のオルフェンズ月鋼?, Kidō senshi Gandamu Tekketsu no Orufenzu Gekkō), 2016-in corso, 2 volumi, manga scritto e illustrato da Hajime Kamoshida.

## Regild Century
- Gundam Reconguista in G (ガンダム Gのレコンギスタ?, Gandamu G no Rekongisuta), 2014-in corso, 5 volumi, manga scritto da Tamon Ōta e illustrato da Kōichi Tokita.